# Наталі Юрберг
Наталі Юрберг (швед. і нім. Nathalie Djurberg; нар. 1978, Лисечіль, лен Гетеборг-Богус (нині в лені Вестра-Йоталанд ), Швеція) — сучасна шведська художниця.

## Освіта
- 1994—1995 Folkuniversitetet, Basic Art Education, Гетеборг
- 1995—1997 Hovedskous, Art School, Гетеборг
- 1997—2002 Malmö Art Academy, Мальме

## Творчість
У своїх фільмах Наталі Юрберг використовує покадрову анімацію (stop-motion animation), щоб вдихнути життя в пластилінові ляльки, які художниця ліпить своїми руками. Її оповідання починаються, як правило, цілком невинно, швидко перетворюючись на подобу нічного кошмару або ігри уяви. Використовуючи знайому всім з дитинства мову лялькової анімації, Юрберг створює роботи зовсім не сентиментальні, наповнені помстою, насильством і сексом. Гротескні історії Юрберг часто розгортаються в лісі або в маленьких кімнатах, що викликають клаустрофобію. Музика Ханса Берга (Hans Berg), яку художниця використовує в більшості фільмів, є домінівною, її майже психопатичний веселий ритм натякає на те, що щось не так або що щось зараз станеться. У деяких фільмах Юрберг діалоги написані на шматочках паперу, але в більшості випадків історія розповідається за допомогою образів і музики. В історіях Юрберг багато спільного з традиційними казками. Вони стосуються архетипових тем і використовують традиційні ролі (хороший, поганий, добрий помічник). У фільмах також часто присутні тварини — вовки, ведмеді і тигри. Як в казках, дивні і чарівні речі трапляються — тварини говорять, дерева ходять, люди літають, а також присутні лякаючі елементи, які відбуваються в поворотні моменти історії. Після цього повороту подій фільми більше не схожі на дитячу історію, а виглядають як страшна фантазія без будь-якої моралі.
У I found myself alone глядач слідує за молодою балериною, яка йде з гігантського столу, сервірованого для чаю. Вона підіймається на торт, намагається писати на білій вазі шоколадним соусом і будує нестійкі сходи з цукрових кубиків. Під час танцю на столі, хаос зростає разом з напруженням у відносинах балерини і навколишніх об'єктів. Під кінець вона тоне в свічковому воску, що пролився з канделябра.
It's the Mother (2008) починається з того, що втомлена мати з дітьми перебуває на ліжку. Діти енергійні й не можуть сидіти на місці. Один за іншим вони забираються через вагіну тому в утробу матері. Кінцівки та очі починають проростати на її тілі. Вона перетворюється на чудовисько з безліччю ніг, яке не в змозі підтримувати рівновагу і нормально пересуватися.
У 2009 Наталі Дюрберг отримала нагороду Срібний лев (приз для молодих художників) 53-ї Венеціанської бієнале за інсталяцію Experimentet (відео та скульптурний енвайронмент). Твір мав виглял похмурої кімнати, наповненої скульптурами квітів, в якій демонструвалися три нових відео художниці.
Живе і працює у Берліні.

## Персональні виставки
| - 2009 Hammer Museum , Лос-Анджелес - 2009 Наталі Юрберг, Frye Art Museum, Сіетл - 2008 Наталі Юрберг, Zach Feuer Gallery, Нью-Йорк - 2008 Наталі Юрберг, Sammlung Goetz, Мюнхен - 2008 Наталі Юрберг, Fondazione Prada, Мілан - 2007 Brown, Лондон | - 2007 Kunsthalle Winterthur, Вінтертур - 2007 Denn es ist schön zu leben — KUNSTHALLE wien project space karlsplatz, Відень - 2006 Färgfabriken Stockholm, Стокгольм - 2006 Zach Feuer Gallery (LFL), Нью-Йорк | - 2005 animerad film, Artmuseum of Jönköping, Єнчепінг - 2005 Giò Marconi Gallery, Мілан - 2004 Tiger licking girl's butt, Färgfabriken Stockholm, Стокгольм - 2004 Kristinehamns Konstmuseum, Крістінегамн |

## Публічні колекції
- Malmö konstmuseum, Мальме
- Moderna Museet, Стокгольм
- Rubell Family Collection, Маямі

## Дивись також
- Еліза Арнберг
  - Анна Боберг
    - Гільма аф Клінт
    - Єнні Нюстрем
    - Ева-Марі Ліндаль
    - Ганна Матільда Тенгелін-Вінге